# Gbawe
Gbawe é uma cidade na região da Grande Accra, no sudeste de Gana, perto da capital Accra. Gbawe é o vigésimo terceiro maior assentamento do Gana, em termos de população, com uma população de 74.403 pessoas. Gbawe está localizada a poucos quilômetros a oeste de Accra, na Assembleia Municipal de Ga South.
Em 1970, era o 608º maior assentamento em Gana. No censo de 1984, eram 837 moradores. No censo de 2000, a população era de 28.989 habitantes. Projeções para 2007, estimavam um aumento da população para 52.910 habitantes.
A cidade de Gbawe foi fundada há mais de 100 anos. Hoje a cidade tem uma estrutura mais rural nas áreas de desenvolvimento suburbano de grande porte.